# Velocità equivalente
La Velocità equivalente (in lingua inglese Equivalent AirSpeed, abbreviata in EAS) è una misura che esprime la velocità di un aeroplano in volo e corrisponde alla velocità a cui un velivolo dovrebbe volare in condizioni standard a livello del mare per avere una pressione dinamica pari a quella presente nella condizione di volo reale. Si ottiene a partire dalla misura della velocità del velivolo indicata dall'anemometro a bordo che viene corretta per tenere conto degli errori dovuti al posizionamento della sonda pitot sull'esterno del velivolo e degli effetti di comprimibilità.
La EAS rappresenta un parametro fondamentale per il volo di un aeromobile: è infatti in base alla EAS che variano tutte le forze di pressione agenti sul velivolo. Per questo motivo tutte le velocità caratteristiche del velivolo come la Velocità di stallo, la Velocità di manovra e la Velocità massima vengono indicate in questa scala risultando costanti al variare della quota di volo.

## Formulazione matematica
Allo scopo di ottenere la velocità vera rispetto all'aria è necessario convertire la EAS nella True AirSpeed o TAS tenendo conto della quota di volo e quindi della densità dell'aria in cui si sta volando.
La relazione tra EAS ed TAS è:
{\displaystyle EAS=TAS\times {\sqrt {\frac {\rho }{\rho _{0}}}}}
Dove:
{\displaystyle \rho \,} è la densità dell'aria alla quota di volo.
{\displaystyle \rho _{0}\,} è la densità dell'aria standard al livello del mare (1.225 kg/m³ -o- 0.00237 slugs/ft³).
La EAS sarà pari alla TAS solo se si sta volando a livello del mare in condizioni di temperatura standard e in aria calma. 